# Мирний (Якутія)
Ми́рний (якут. Мирнэй) — місто (з 1959) в Російській Федерації, адміністративний центр Мирнинського району Якутії. Розташований на заході Якутії, на річці Ірелях (басейн Вілюя). Відстань від столиці республіки Якутська — по автодорозі «Вілюй» — 1072 км, повітряним шляхом — 820 км.

## Історія
Своїм існуванням і назвою місто зобов'язане відкриттю в 1955 році кімберлітової трубки «Мир».
У 1957 році розпочався видобуток алмазів відкритим способом (кар'єр «Мир»), що тривала 44 роки (до 2001 року). У 2001 році кар'єр мав 525 метрів завглибшки і понад 1200 метрів завширшки, ставши одним з найбільших у світі, після кар'єра «Удачний» (640 метрів).
З 1957 року алмазодобича на території Мирнинського району і Якутської АРСР у цілому займався трест, згодом виробничо-наукове об'єднання (ВНО) «Якуталмаз» ім. В. І. Леніна. У 1992 році об'єднання було перетворено в акціонерну компанію «Алмази Росії-Саха» («АЛРОСА»).
У 1959 році Мирний отримав статус міста. Наприкінці 1950 — початку 1960 років була прокладена автострада Удачний — Ленськ завдовжки близько 800 км для розвитку міста Мирного, селищ Удачний і Айхал, будівництва в цих населених пунктах гірничодобувних підприємств «Якуталмаз».
У наступні 40 років населення міста зросло в 5 разів, а більшу частину житлових будинків стали складати багатоповерхові кам'яні будівлі. Почалася обробка алмазів на фабриках № 1, № 2 і № 3. З'явився аеропорт.

## Клімат
Мирний знаходиться на самій півночі помірного поясу Північної півкулі. Клімат різкоконтинентальний. Зима дуже холодна, літо коротке, але доволі тепле.

## Уродженці
- Архипова Олена Юріївна (* 1988) — російська біатлоністка, призер чемпіонату РФ з біатлону.

## Джерело
- http://www.gorodmirny.ru/ [Архівовано 9 березня 2014 у Wayback Machine.]
- Официальный сайт администрации района МО «Мирнинский район» РС (Якутия)
- Мирный в энциклопедии «Мой город» [Архівовано 6 березня 2016 у Wayback Machine.]